# Kodeks Chimalpahin
Kodeks Chimalpahin – średniowieczny dokument opisujący społeczeństwo i politykę Azteków w Tenochtitlán, Tlatelolco, Texcoco, Culhuacan i innych miastach imperium. 

## Historia Kodeksu
Kodeks Chimalpahin jest przypisywany autorstwu siedemnastowiecznemu historykowi Don Domingo de San Anton Munon Chimalpahin Quauhtlehuanitzin. Manuskrypt przez wiele lat znajdował się w archiwum Bible Society przemianowanej później na Uniwersytecką Bibliotekę w Cambridge. W 1827 roku, jako część materiałów lingwistycznych, został przeniesiony do  londyńskiego oddziału Brytyjskiego i Zagranicznego Towarzystwo Biblijnego. Dopiero w 1982 roku po ponownym przewiezieniu i skatalogowaniu zbiorów do Cambridge, został ponownie „odkryty”.
Na manuskrypty natrafił Wayne Ruiwet z Biblioteki College'u, Uniwersytetu Kalifornijskiego w  Los Angeles, a następnie przekazał go znanemu tłumaczowi Arturowi J.O. Andersonowi. Naukowiec ten związany był z Amerykańską Szkołą Badawczą w Santa Fe i znany był z drobiazgowych tłumaczeń dokumentów z języka nahuatl oraz pism średniowiecznego franciszkanina, ojca Bernardino de Sahagúna, głównie jego dzieła General History of the Things of New Spain. Anderson wraz z innym naukowcem Charles E. Dibble z Uniwersytetu w Utah, rozpoczął tłumaczenie manuskryptu bazując na swoich wcześniejszych tłumaczeniach. Tuż przez ukończeniem prac, Anderson zmarł (3 czerwca 1996 roku). Jego tłumaczenie zostało dokończone przez Susan Schroeder i opublikowane w 1997 roku. 

## Treść kodeksu
Kodeks Chimalpahin został napisany w języku nahuatl i składa się z trzech tomów. Pierwszy opisuje historię ludów Nahua w latach od 670 do 1631. Znajdują się w nim imiona doradców, autorów lub właścicieli rękopisów, z których korzystano w trakcie tłumaczenia pracy, i miejsca, gdzie znajdują się obecnie manuskrypty. W dziele tym znajdują się fragmenty prac Tezozomoc i oryginały Chimalphina skupiające się na dynastiach i historii nieznanego państwa lub krainy Altepetl. Teksty hiszpańskiego historyka główny nacisk kierują jednak na historię początku imperium Azteckiego w 1427 roku. Część pierwsza przedstawia ponadto migracje plemienne, początkowe osadnictwo, historie linii dynastycznych oraz zawiera ważne informację o kalendarzu Nahua i rachunki Ayala poczynając od roku 1243 aż do 1562. 
Drugi tom kodeksu datowany jest na rok 1547, składa się z 47 stron i w całości została zredagowana przez Andersona. Oryginał znajduje się obecnie w Bibliotece Newberry w Chicago (Ayer Special Collection MS 1484) Rozpoczyna się od wejścia Azteków do Doliny Meksykańskiej i od powstania miasta Tenochtitlán. Następnie przedstawiona jest historia podboju Tlatelolco Culhuacan i innych państw. W tej części przedstawiona jest genealogia królów i panów trójprzymierza, charakterystyka innych rodów, dynastyczne małżeństwa oraz obliczenia związane z kalendarzem azteckim i chrześcijańskim. 
Trzecia część manuskryptu jest kompilacją tekstu Sahaguna związanego z początkową historią kościoła w Nowej Hiszpanii oraz zbiorem epizodycznych tekstów o szesnastowiecznym podboju. Tom ten zawiera także opis królewskiego domu Nezalhualcoyotla i zmian zachodzących w Texcoco (w formie listu od Juan de San Antonio) i komentarze Corteza. 
Każdy tom jest zaopatrzony w trzy szczegółowe indeksy: Osób np. Axayacatl albo Gabriel de Ayala, Nazw miejsc i miejscowości i indeks tematyczny dotyczący np. pożywienia, chorób, obsydianu, muszli morza, cudzołóstwa czy opiece.

## Publikacje
- Chimalpahin Cuauhtlehuantzin, Domingo Francisco de San Anton Munon. Codex Chimalpahin, Vol. 1: Society and Politics in Mexico Tenochtitlan, Tlatelolco, Texcoco, Culhuacan, and Other Nahuatl Altepetl in Central Mexico: The Nahuatl and Spanish Annals and Accounts. Tłum. i ed. Arthur J.O. Anderson i Susan Schroeder. Wyd. University of Oklahoma Press, 1997. ISBN 978-0-8061-2921-1.

- Chimalpahin Cuauhtlehuantzin, Domingo Francisco de San Anton Munon. Codex Chimalpahin, Vol. 2: Society and Politics in Mexico Tenochtitlan, Tlatelolco, Texcoco, Culhuacan, and Other Nahuatl Altepetl in Central Mexico: The Nahuatl and Spanish Annals and Accounts. Tłum. i ed. Arthur J.O. Anderson i Susan Schroeder. Wyd. University of Oklahoma Press, 1997 ISBN 978-0-8061-2950-1.